# Часовня Сутлепа
Часо́вня Су́тлепа (эст. Sutlepa kabel) — часовня XVII века, построенная в деревне Сутлепа, где проживали эстонские крестьяне шведского происхождения. С 1970 года находится в Эстонском Музее под открытым небом. Является действующей вспомогательной часовней Таллинского прихода Иоанна Богослова Эстонской евангелическо-лютеранской церкви.

## История
Часовня Сутлепа является одной из старейших деревянных построек в Эстонии и единственным в своём роде сакральным сооружением. Часовня была первоначально построена в деревне Роослепа в 1627 году и  перенесена в деревню Сутлепа в 1834 году. Вырезанная на люнете двери дата «1699» означает год строительства нового здания церкви, которое сохранилось до наших дней.
Службы в церкви проходили на эстонском и шведском языках.
В 1834 году часовня была реконструирована. Для этого её разобрали, а затем заново собрали, используя также брёвна из остатков деревянной часовни Роослепа.
Часовня вмещала в себя около 150 человек.
Часовня была повторно освящена в 1989 году. Богослужения в часовне проходят на эстонском языке по крупным церковным праздникам и важным датам народного календаря.
У главных ворот кладбища Сутлепа, где ранее находилась часовня, в 1996 году построили колокольню, а на сохранившемся фундаменте воздвигли алтарь.

## Внутреннее убранство
Интерьер часовни основан на крестьянских строительных традициях начала 19-го столетия, которые искусно объединены с элементами стиля барокко. В 1837 году сельский столяр Йоханнес Клингберг (Johannes Klingberg) сделал кафедру, которая напоминает работы мастера Таллинского периода барокко Тобиаса Хейнтзе (Tobias Heintze, 1589—1635). На алтарном престоле и завесе стоит дата «1810», а на восьмигранной подставке для крестильной купели — «1802». Изображение Христа, висящее над алтарём, было подарено часовне мызником фон Таубе (C. von Taube) в 1831 году. На алтарной стене установлены витражные окна в оловянных рамах. Возле двери расположен короб для  денег, куда можно положить пожертвования как изнутри здания, так и снаружи. На стенах висят венки из жести в память о погибших в море. У хорового места, по обе стороны алтаря находятся так называемые «немецкие» скамьи, где сидели представители зажиточных и уважаемых семейств.

## Галерея

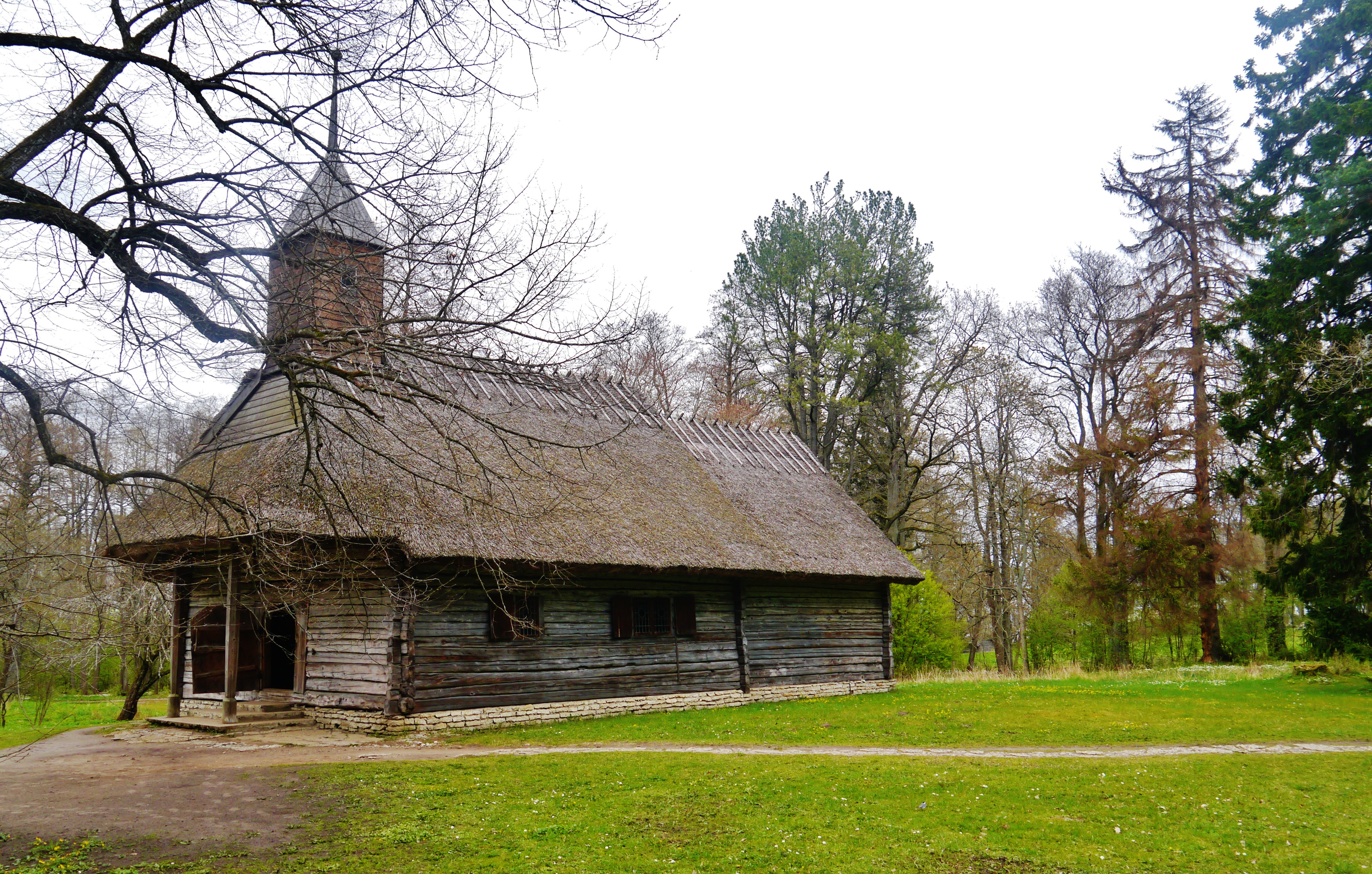
Часовня Сутлепа осенью 2014 года
Внутреннее убранство часовни
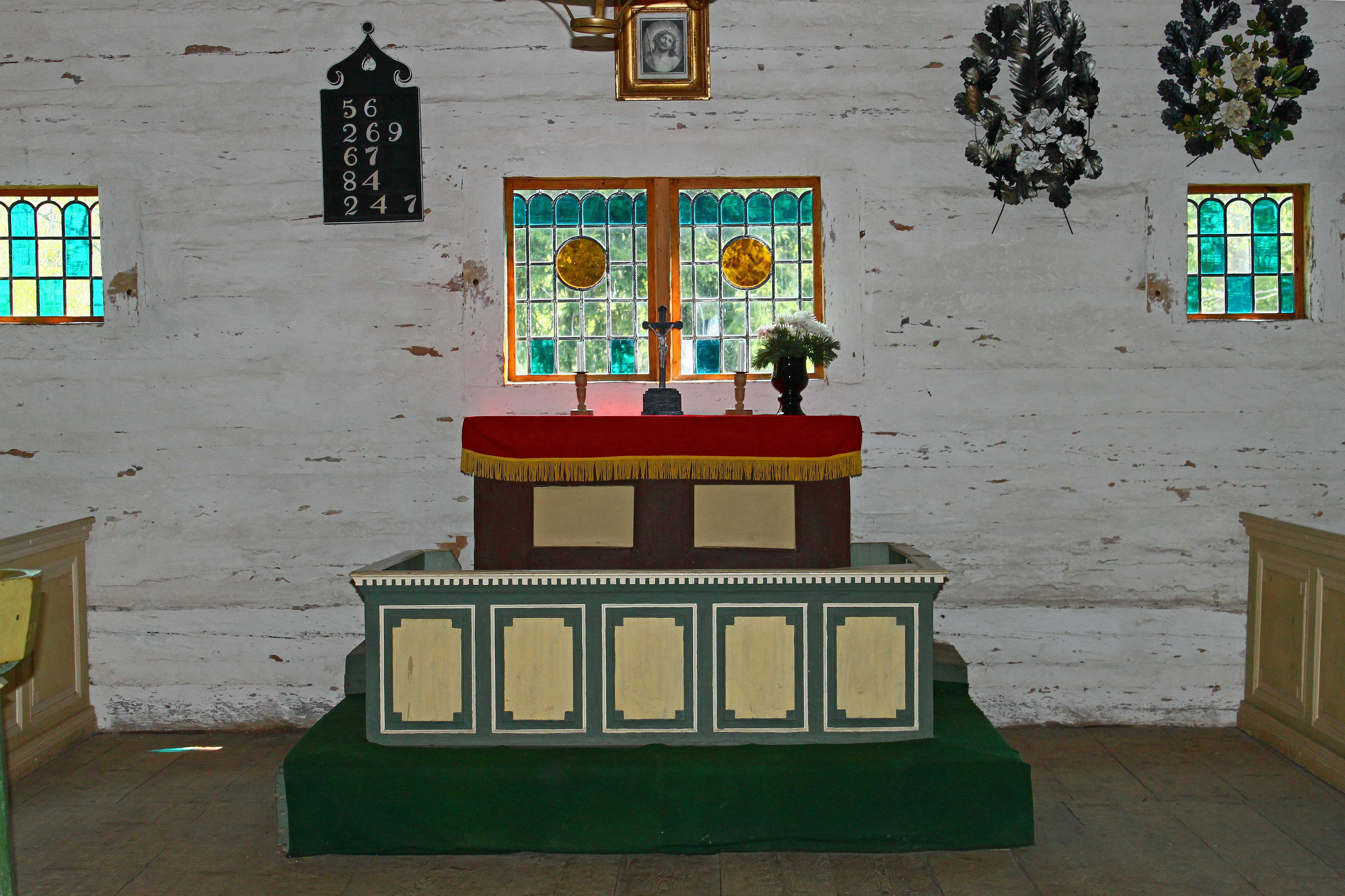
Алтарь
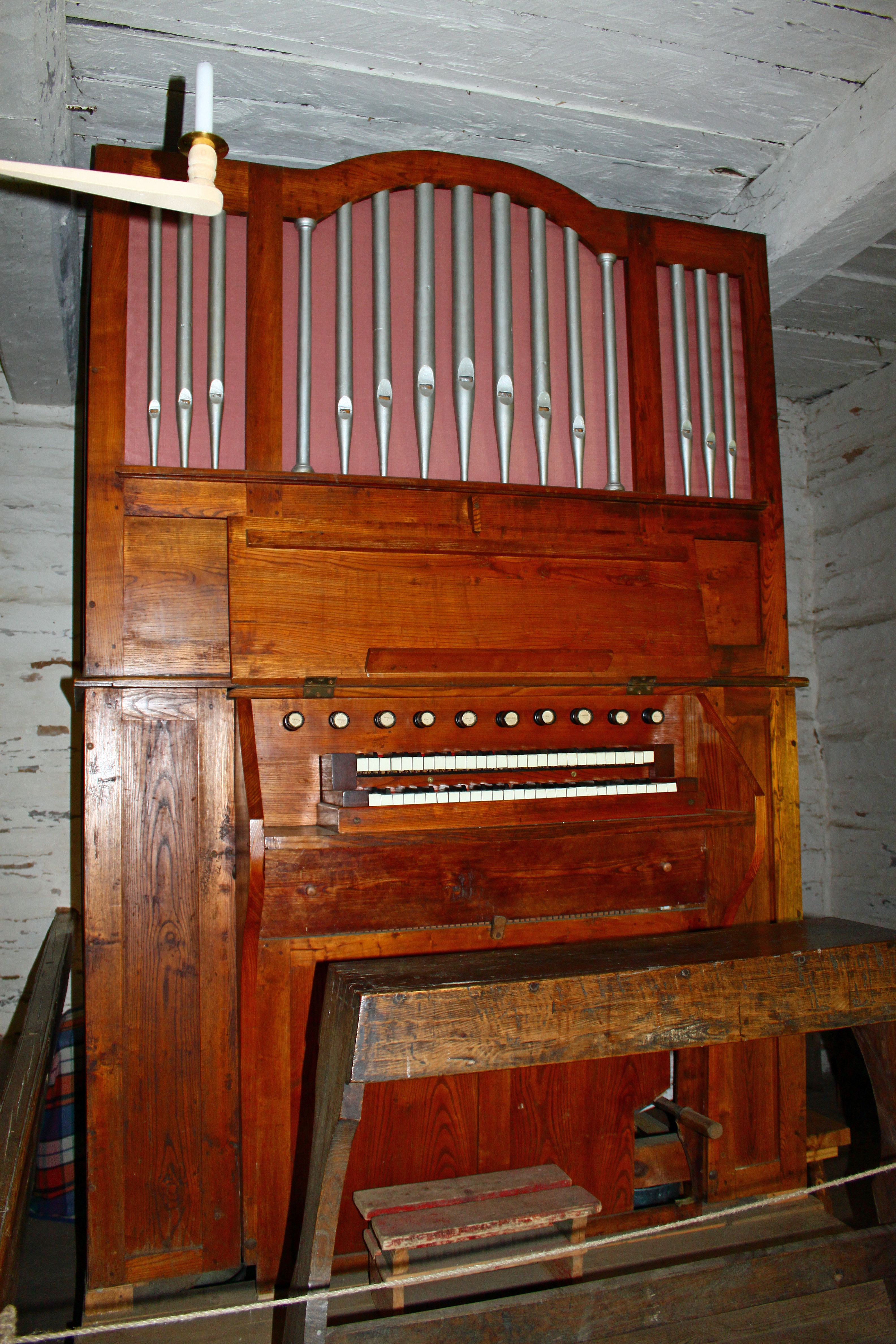
Орга́н
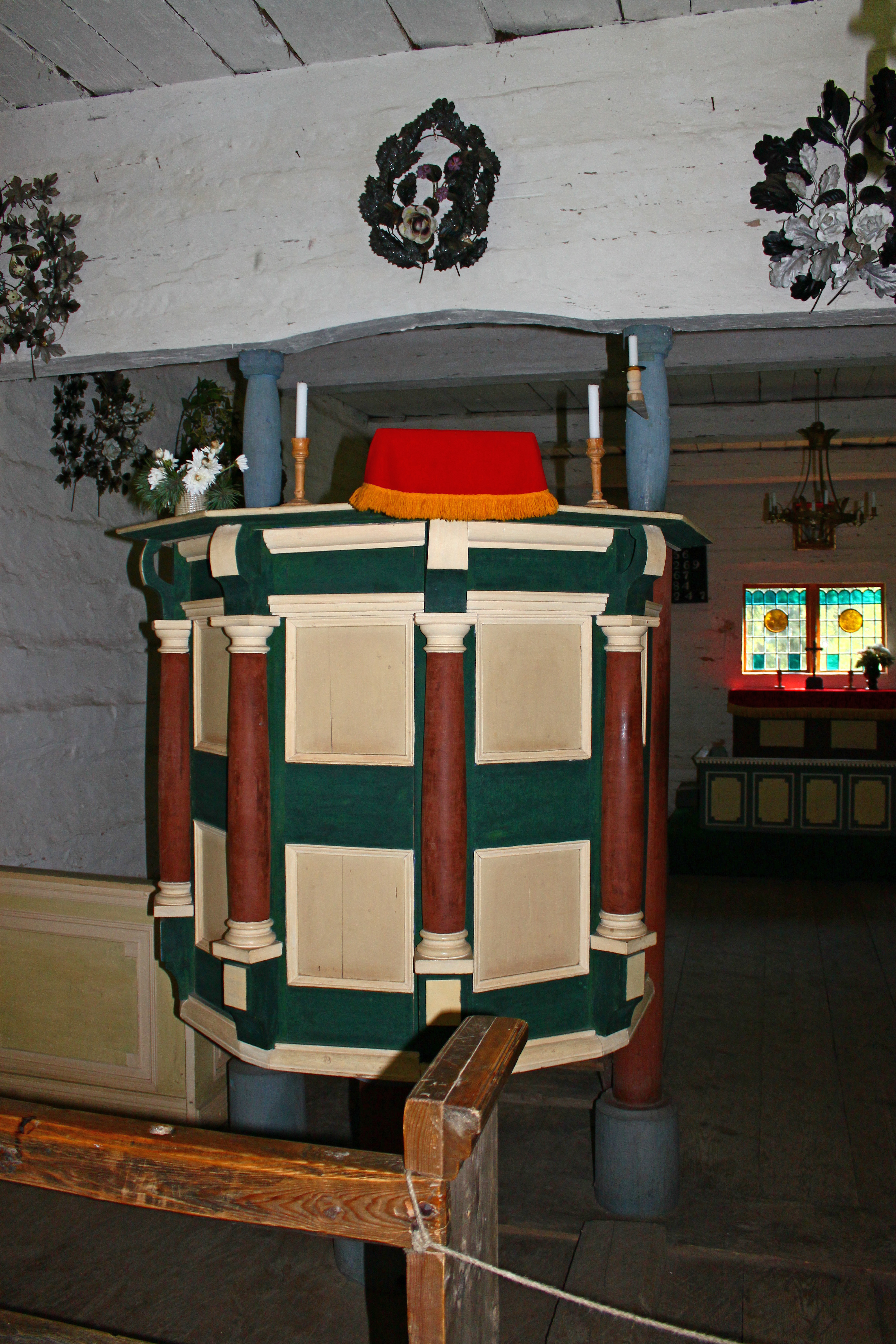
Кафедра